# Bonjour (wielerploeg)/2001
Deze pagina geeft een overzicht van de Bonjour wielerploeg in 2001.

## Algemeen
Sponsor: Bonjour (gratis krant)
Manager: Philippe Raimbaud
Ploegleiders: Jean-René Bernaudeau, Thierry Bricaud, Christian Guiberteau, Christophe Faudot
Fietsen: Time

## Renners
| Naam                 | Geboortedatum | Nationaliteit | Ploeg 2000 |
| -------------------- | ------------- | ------------- | ---------- |
| Walter Bénéteau      | 18-07-1972    | Frankrijk     |            |
| Franck Bouyer        | 17-03-1974    | Frankrijk     |            |
| Anthony Charteau     | 04-06-1979    | Frankrijk     | Neo        |
| Sylvain Chavanel     | 30-06-1979    | Frankrijk     |            |
| Pascal Deramé        | 25-07-1970    | Frankrijk     |            |
| Jimmy Engoulvent     | 07-12-1979    | Frankrijk     |            |
| Frédéric Gabriel     | 20-07-1970    | Frankrijk     |            |
| Anthony Geslin       | 09-06-1980    | Frankrijk     | Stagiair   |
| Charles Guilbert     | 15-05-1972    | Frankrijk     |            |
| Maryan Hary          | 27-05-1980    | Frankrijk     | Stagiair   |
| Sébastien Joly       | 25-06-1979    | Frankrijk     |            |
| Christophe Kern      | 18-01-1981    | Frankrijk     | Stagiair   |
| Noan Lelarge         | 23-06-1975    | Frankrijk     |            |
| Frédéric Mainguenaud | 10-07-1974    | Frankrijk     |            |
| Damien Nazon         | 26-06-1974    | Frankrijk     |            |
| Olivier Perraudeau   | 09-11-1972    | Frankrijk     |            |
| Mickael Pichon       | 17-09-1973    | Frankrijk     |            |
| Franck Renier        | 11-04-1974    | Frankrijk     |            |
| Jean-Cyril Robin     | 27-08-1969    | Frankrijk     |            |
| Didier Rous          | 18-09-1970    | Frankrijk     |            |
| Fabrice Salanson     | 17-11-1979    | Frankrijk     |            |
| François Simon       | 28-10-1968    | Frankrijk     |            |
| Thomas Voeckler      | 22-06-1979    | Frankrijk     |            |

## Belangrijke overwinningen
| Ster van Bessèges 3e etappe: Damien Nazon 4e etappe: Damien Nazon Ronde van de Vendée Winnaar: Didier Rous Vierdaagse van Duinkerke 5e etappe: Didier Rous 6e etappe deel A: Didier Rous Eindklassement: Didier Rous Critérium du Dauphiné Libéré Proloog: Didier Rous Nationale kampioenschappen wielrennen Frankrijk - wegwedstrijd: Didier Rous Ronde van de Limousin 1e etappe: Franck Bouyer Eindklassement: Franck Bouyer |

2000 · 2001 · 2002 · 2003 · 2004 · 2005 · 2006 · 2007 · 2008 · 2009 · 2010 · 2011 · 2012 · 2013 · 2014 · 2015 · 2016 · 2017 · 2018 · 2019 · 2020 · 2021 · 2022 · 2023 · 2024 · 2025